# Grassaga
Grassaga è una frazione di San Donà di Piave, nella città metropolitana di Venezia.

## Storia
Il nome della frazione proviene dall'omonimo canale di origine fluviale che in epoca antica veniva attraversato dalla via Annia; nel 1923, infatti, vennero rinvenuti sullo stesso corso nella località Fiumicino (l'attuale Cittanova) i resti di un ponte romano.
Nel XVI secolo una piccola chiesa dedicata a San Giorgio fu edificata a Grassaga dai Canonici Regolari di Sant'Agostino del Santissimo Salvatore di Venezia. Il 19 giugno 1535 la cappella venne consacrata da Monsignor Vincenzo De Massariis, vescovo titolare di Miletopoli, per incarico del Cardinal Marino Grimani, patriarca di Aquileia e amministratore apostolico di Ceneda. In quegli anni il villaggio era dotato di un cimitero e di un ospizio. Nel 1773 Grassaga fu elevata a parrocchia e passò alle dirette dipendenze del Vescovo di Ceneda.
Grassaga fu comune autonomo dal 1805 al 1807 nel Regno d'Italia napoleonico e parte del territorio comunale di Ceggia fino al 1932. Nello stesso anno, l'area di Grassaga fu inclusa nel comune di San Donà di Piave.
Nel 1955 venne demolita l'antica chiesa, ricostruita fra il 1956 e il 1959 su disegno dell'architetto Luigi Candiani. Il 27 settembre 1959 la nuova chiesa fu consacrata e aperta al culto da Albino Luciani, all'epoca vescovo di Vittorio Veneto.